# George Newberry
George Albert Newberry (Burton upon Trent, Staffordshire, 6 de juny de 1917 - 29 de desembre de 1978) va ser un ciclista anglès que va córrer durant els anys 40 i 50 del segle xx.
El 1952 va prendre part en els Jocs Olímpics de Hèlsinki, en què va guanyar la medalla de bronze en la prova de persecució per equips, formant equip amb Alan Newton, Donald Burgess i Ronald Stretton.